# Panagudi
Panagudi è una suddivisione dell'India, classificata come town panchayat, di 25.444 abitanti, situata nel distretto di Tirunelveli, nello stato federato del Tamil Nadu. In base al numero di abitanti la città rientra nella classe III (da 20.000 a 49.999 persone).

## Geografia fisica
La città è situata a 08° 20' 57 N e 77° 34' 02 E.

## Società

### Evoluzione demografica
Al censimento del 2001 la popolazione di Panagudi assommava a 25.444 persone, delle quali 12.390 maschi e 13.054 femmine. I bambini di età inferiore o uguale ai sei anni assommavano a 3.147, dei quali 1.637 maschi e 1.510 femmine. Infine, coloro che erano in grado di saper almeno leggere e scrivere erano 18.043, dei quali 9.385 maschi e 8.658 femmine.